# Projekt 615
Projekt 615 (NATO-rapporteringsnamn Quebec-class) var en sovjetisk ubåtsklass med ett luftoberoende framdrivningssystem.

## Bakgrund
Under 1930-talet utvecklade Sergej Bazilevskij ett luftoberoende framdrivningssystem för ubåtar. Systemet testades i försöksubåten M-401 som sjösattes 1941. Testerna gick bra och 1946 beslutades att en det skulle byggas en ny ubåtsklass med Bazilevskijs luftoberoende framdrivningssystem. Bazilevskij tilldelades 1948 Stalinpriset för sin forskning.

## Konstruktion
Ubåtarna i Projekt 615 var precis som sina större systrar i Projekt 611 och Projekt 613 baserade på den tyska ubåtsklassen Typ XXI. Den största skillnaden förutom storleken var det luftoberoende framdrivningssystemet som bestod av en vanlig dieselmotor drevs av dieselolja och en blandning av syre och koldioxid. Syret kom från stora trycktankar med flytande syre och koldioxiden var recirkulerade avgaser. Avgaserna filtreras genom kalk för att absorbera svaveldioxiden och den kvarvarande koldioxiden löses därefter i vatten och pumpas ut.
De två 25 mm automatkanonerna i dubbellavett i tornets framkant var även de ett arv från Typ XXI och ubåtarna i Projekt 615 blev därmed de sista militärubåtarna som tillverkades med kanonbestyckning. Även i Sovjetunionen insåg man snart att kanonbeväpning på ubåtar var omodernt och kanonerna plockades snart bort.
Ett designkrav var att ubåten skulle kunna tillverkas i delar som gick att transportera på järnväg.

## Historia
Den första ubåten i Projekt 615 (M-254) sjösattes 1950. Den fungerade bra, men syret till dieselmotorn räckte bara för hundra timmars drift i krypfart. I full fart (15 knop) var räckvidden bara 47 NM. Därför reviderades konstruktionen och de följande ubåtarna i klassen fick större deplacement och mindre kraftiga motorer för drift i ytläge för att ge plats åt större syretankar.
Totalt tillverkades 30 ubåtar varav 18 tilldelades Östersjöflottan och 12 Svartahavsflottan. Av dessa förlorades två i häftiga bränder orsakade av syreläckage. M-256 började brinna efter ett motorhaveri i Finska viken 26 september 1957 varvid 35 man omkom. Även M-351 fattade eld och sjönk i Svarta havet, dock utan förluster i människoliv.
Under 1960-talet stod det allt mer klart att den begränsade räckvidden i undervattensläge var ett stort handikapp i jämförelse med atomubåtar och ubåtarna i Projekt 615 började därför att avrustas. De två sista ubåtarna var i tjänst fram till slutet på 1970-talet och de har också bevarats för eftervärlden. M-296 står i Odessa och M-261 i Krasnodar.

## Varianter
- Projekt 615 – Ursprunglig konstruktion. Endast ett fartyg (M-254) byggt.
- Projekt A615 – Reviderad konstruktion med större syretankar för längre räckvidd under vatten. 29 byggda.
- Projekt 637 – En ubåt (M-361) påbörjad som Projekt A615 men ombyggd till testubåt. Levererades halvfärdig och användes för utbildning.

## Fartyg i klassen
| Namn  | Påbörjad          | Sjösatt           | Flotta            | Kommentar                   |
| ----- | ----------------- | ----------------- | ----------------- | --------------------------- |
| M-254 | 17 mars 1950      | 31 augusti 1950   | Östersjöflottan   |                             |
| M-255 | 8 september 1953  | 16 september 1954 | Östersjöflottan   |                             |
| M-256 | 29 september 1953 | 15 september 1954 | Östersjöflottan   | Förlist 26 september 1957   |
| M-257 | 10 november 1953  | 30 september 1954 | Östersjöflottan   |                             |
| M-258 | 18 november 1953  | 4 november 1954   | Östersjöflottan   |                             |
| M-259 | 12 januari 1954   | 5 november 1954   | Östersjöflottan   |                             |
| M-260 | 14 februari 1954  | 21 maj 1955       | Svartahavsflottan |                             |
| M-261 | 23 februari 1954  | 21 maj 1955       | Svartahavsflottan | Museifartyg i Krasnodar     |
| M-262 | 20 mars 1954      | 12 juli 1955      | Svartahavsflottan | UTS-233 från och med 1977   |
| M-263 | 8 april 1954      | 2 augusti 1955    | Östersjöflottan   |                             |
| M-264 | 4 juni 1954       | 19 september 1955 | Östersjöflottan   |                             |
| M-265 | 15 juli 1954      | 9 september 1955  | Östersjöflottan   |                             |
| M-266 | 30 augusti 1954   | 30 oktober 1955   | Östersjöflottan   |                             |
| M-267 | 15 oktober 1954   | 14 januari 1956   | Östersjöflottan   |                             |
| M-268 | 20 november 1954  | 16 april 1956     | Östersjöflottan   |                             |
| M-269 | 30 november 1954  | 17 mars 1956      | Svartahavsflottan |                             |
| M-295 | 10 januari 1955   | 3 april 1956      | Svartahavsflottan |                             |
| M-296 | 1 februari 1955   | 4 april 1956      | Svartahavsflottan | Museifartyg i Odessa        |
| M-297 | 5 augusti 1955    | 29 juli 1956      | Svartahavsflottan |                             |
| M-298 | 2 augusti 1955    | 30 juni 1956      | Svartahavsflottan |                             |
| M-299 | 19 september 1955 | 4 oktober 1956    | Svartahavsflottan |                             |
| M-300 | 27 september 1955 | 12 oktober 1956   | Svartahavsflottan |                             |
| M-301 | 7 januari 1956    | 12 februari 1957  | Östersjöflottan   |                             |
| M-321 | 24 december 1955  | 23 februari 1957  | Östersjöflottan   |                             |
| M-351 | 24 mars 1954      | 4 juli 1955       | Svartahavsflottan | Förlist                     |
| M-352 | 10 april 1954     | 7 oktober 1955    | Östersjöflottan   |                             |
| M-353 | 15 maj 1955       | 26 april 1956     | Svartahavsflottan | Ursprungligen MS-353        |
| M-354 | 23 juni 1955      | 5 juni 1956       | Östersjöflottan   | Ursprungligen MS-354        |
| M-355 | 8 juli 1955       | 17 april 1957     | Östersjöflottan   |                             |
| M-356 | 5 april 1956      | 27 april 1957     | Östersjöflottan   |                             |
| M-361 | maj 1955          | mars 1957         | —                 | Utbildningsfartyg i Pusjkin |